# Sam Brown
Samantha Brown, występująca także jako Sam Brown (ur. 7 października 1964 w Londynie) – brytyjska piosenkarka, autorka tekstów i muzyk.

## Życiorys

### Wczesne lata
Samantha Brown urodziła się 7 października 1964 roku w Londynie. Jest córką muzyka Joego Browna i piosenkarki Vicki Brown.

### Kariera
Współpracowała z wieloma artystami, takimi jak m.in.: David Gilmour, Pink Floyd, Deep Purple, The Firm, George Harrison, Nick Cave, Jon Lord, Keith Jarrett, James Brown. Często występuje w zespole Joolsa Hollanda.
W 1988 wylansowała singiel „Stop!”, który przyniósł jej popularność na całym świecie i podbił największe listy przebojów. Śpiewała także w chórze na albumie Pink Floyd z 1994 The Division Bell, a później na trasie koncertowej, z której pochodzi album pt. P•U•L•S•E.

## Dyskografia

### Albumy studyjne

#### Wydane solowo
- Stop! (1988)
- April Moon (1990)
- 43 Minutes (1992)
- Box (1997)
- Reboot (2000)
- Ukulele and Voice (ep 2005)
- The Very Best of Sam Brown (2006)
- Of the Moment (2007)
- Number 8 (2023)

#### Nagrane z Homespun
- Homespun (Classic Records) (2003)
- Effortless Cool (Musicvision) (2005)

#### Nagrane z Joolsem Hollandem
- Small World Big Band (2001 – utwór „Valentine Moon”)
- More Friends: Small World Big Band Volume 2 (2002 – utwór „Together We Are Strong”)
- Small World Big Band Friends 3 – Jack O the Green (2003 – utwór „Kiss of Love” z Nickiem Cave’em)
- Swinging the Blues Dancing the Ska (2005 – utwory „Juice Head Blues”, „Seven Acts Of Mercy” oraz „Something’s Going On”)
- Moving Out to the Country (2006 – utwór „Feel Like Going Home”)
- Best of Friends (2007 – utwór „Valentine Moon”)